# 花桥镇 (广安市)
花桥镇，是中华人民共和国四川省广安市广安区下辖的一个乡镇级行政单位。2019年12月，撤销蒲莲乡、大有乡、消河乡，将其所属行政区域划归花桥镇管辖。

## 行政区划
花桥镇下辖以下地区：
天一门社区、拱桥坝社区、狮沟村、石鼓村、竹林村、双山村、建桥村、狮鼓村、高石村、火炬村、古井村、双龙村、碧山村、龙翔村、花桥村、星火村、石塘村、龙庙村、霞林村、盐井村、自主村、油房村、月山村、文武村、双峰村、金华村、高山村、水寨村和双桥村。